# Cuceglio
Cuceglio (piemontiul: Cusele) egy olasz község a Piemont régióban, Torino megyében, Torinótól 37 km-re. Bortermelő vidék. Legfontosabb látnivalója a település legmagasabb pontján emelkedő kegyhely, ahonnan egészen Torinóig ellátni.